# カラヴェティ・ラヴォウヴォウ
カラヴェティ・ラヴォウヴォウ（Kalaveti Ravouvou、1998年6月6日 - ）は、プレミアシップブリストル・ベアーズに所属するラグビー選手。

## プロフィール
- フィジー・ナドロガ＝ナヴサ出身[1]。
- ポジションはウィング(WTB)、センター(CTB)。
- 身長 186cm、体重 94kg
- フィジー代表キャップは10（2024年3月現在）でラグビーワールドカップ2023のフィジー代表に選ばれた[2]。

## 略歴
フィジアン・ドゥルアを経て、2023年、ブリストル・ベアーズに加入。